# 15-й окремий батальйон НГ (Україна)
15-й окремий батальйон (15 ОБ, в/ч 3055) — підрозділ у складі Західного оперативно-територіального об'єднання Національної гвардії України. Розташований у місті Рівне. Завдання: охорона громадського порядку міста, протидія незаконному видобутку бурштину та конвоювання підсудних.

## Історія
Окремий батальйон було створено на базі 3-го батальйону 2-ї окремої Галицької бригади розташованого у місті Рівне у серпні 2018 року. Також у його складі було утворено окрему оперативну роту в місті Сарни.
Військовослужбовці рівненського підрозділу НГУ виконують завдання з охорони громадського порядку, охорони та оборони об’єктів критичної інфраструктури, важливих державних об’єктів, охорони органів державної влади, здійснення конвоювання та тримання в судах обвинувачених (підсудних), бере участь у боротьбі з російською агресією проти України, у здійснені заходів, пов’язаних припиненням провокацій на державному кордоні, а також заходів щодо недопущення масового переходу державного кордону з території суміжної держави.
З 2023 року особовий склад батальйону виконує бойові завдання у Донецькій області.
У червні 2024 року міністр внутрішніх справ Ігор Клименко вручив бойовий прапор рівненському підрозділу Національної гвардії України. Бойовий прапор є символом честі, доблесті й слави. Він закликає кожного військовослужбовця віддано служити народові України, мужньо, уміло та непохитно боронити Українську державу.
25 березня 2025 року 15 окремий батальйон Національної гвардії України указом Президента України Володимира Зеленського відзначений почесною відзнакою «За мужність та відвагу».

## Структура
- Штаб батальйону
- Стрілецька рота[1]
- Патрульна рота[1]
- Рота оперативного призначення (м. Сарни)[1]
- Підрозділи забезпечення

## Командування
- 2018 - 2022 підполковник Гайдук Сергій Сергійович
- 2022 - 2023 підполковник Лук'янчиков Сергій Олегович
- 2023 - 2025 підполковник Опольський Віталій Іванович
- 2025 - т.ч. підполковник Конопацькийй Юрій Андрійович

## Втрати
1. Левченко Геннадій Михайлович. Солдат, стрілець-радіотелефоніст 3-го відділення 1-го стрілецького взводу роти охорони та оборони об'єктів № 9,10. Загинув 14 березня 2022 року через авіаційний ракетний удар по будівлі телевежі в с. Антопіль[5].